# 브레그강

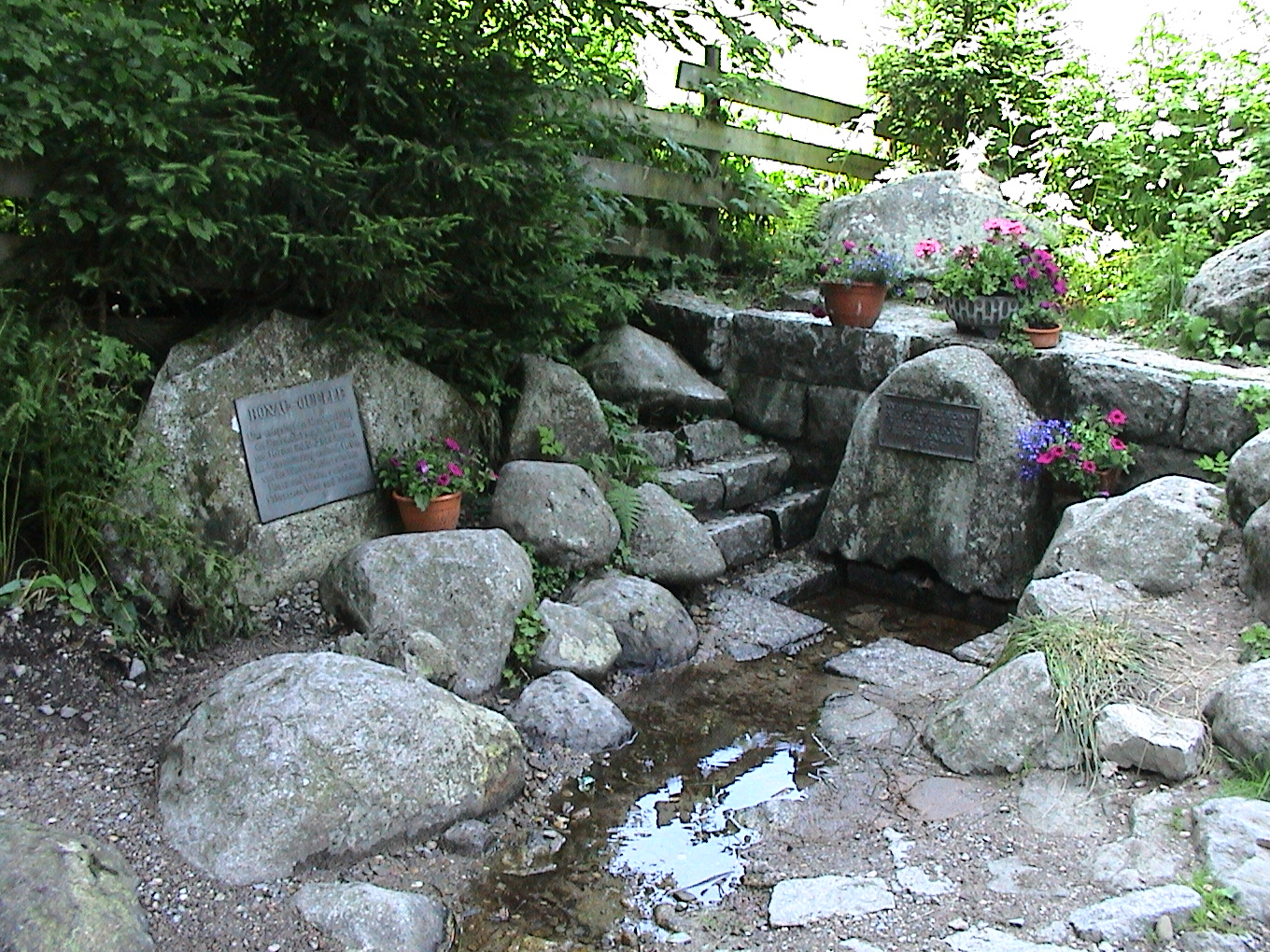
브레그강의 원천

브레그강(Breg)은 독일 바덴 뷔르템베르크에 있는 강이다. 약 46km 길이의 강이며 다뉴브강(영어:Danube)의 주 발원지이다.